# Grignard-Reduktion
Bei der Grignard-Reduktion handelt es sich um eine Namensreaktion in der Organischen Chemie, die nach Victor Grignard benannt wurde. Sie tritt als Nebenreaktion zur Grignard-Reaktion bei der Umsetzung von sterisch gehinderten Grignard-Verbindungen mit ebensolchen Ketonen auf. 

## Übersichtsreaktion
Die Grignard-Verbindungen müssen für diese Reaktion mindestens ein Wasserstoffatom in β-Stellung zum Magnesium besitzen. Bei der Grignard-Reduktion wird die Carbonylverbindung zu einem entsprechenden Alkohol reduziert. Bei der Grignard-Verbindung wird hier Brom als Halogen benutzt. Auch Chlor oder Iod können verwendet werden.

## Mechanismus
Bei dieser Reaktion ergeben die Carbonylverbindung und die Grignard-Verbindung (Alkyl- oder Aryl-Magnesiumhalogenid) einen sechsgliedrigen Übergangszustand. In diesem Übergangszustand werden sechs Elektronen zyklisch verschoben. Das Sauerstoff-Atom der Carbonylverbindung übernimmt das Metall unter Bildung eines Metallalkoxids. Außerdem entsteht ein Alken. Im nächsten Schritt wird das Metallalkoxid durch verdünnte wässrige Säure zuerst protoniert und dann hydrolysiert. Durch Deprotonierung entsteht ein Alkohol. 